# Tumulus van Herderen (Grootbos)

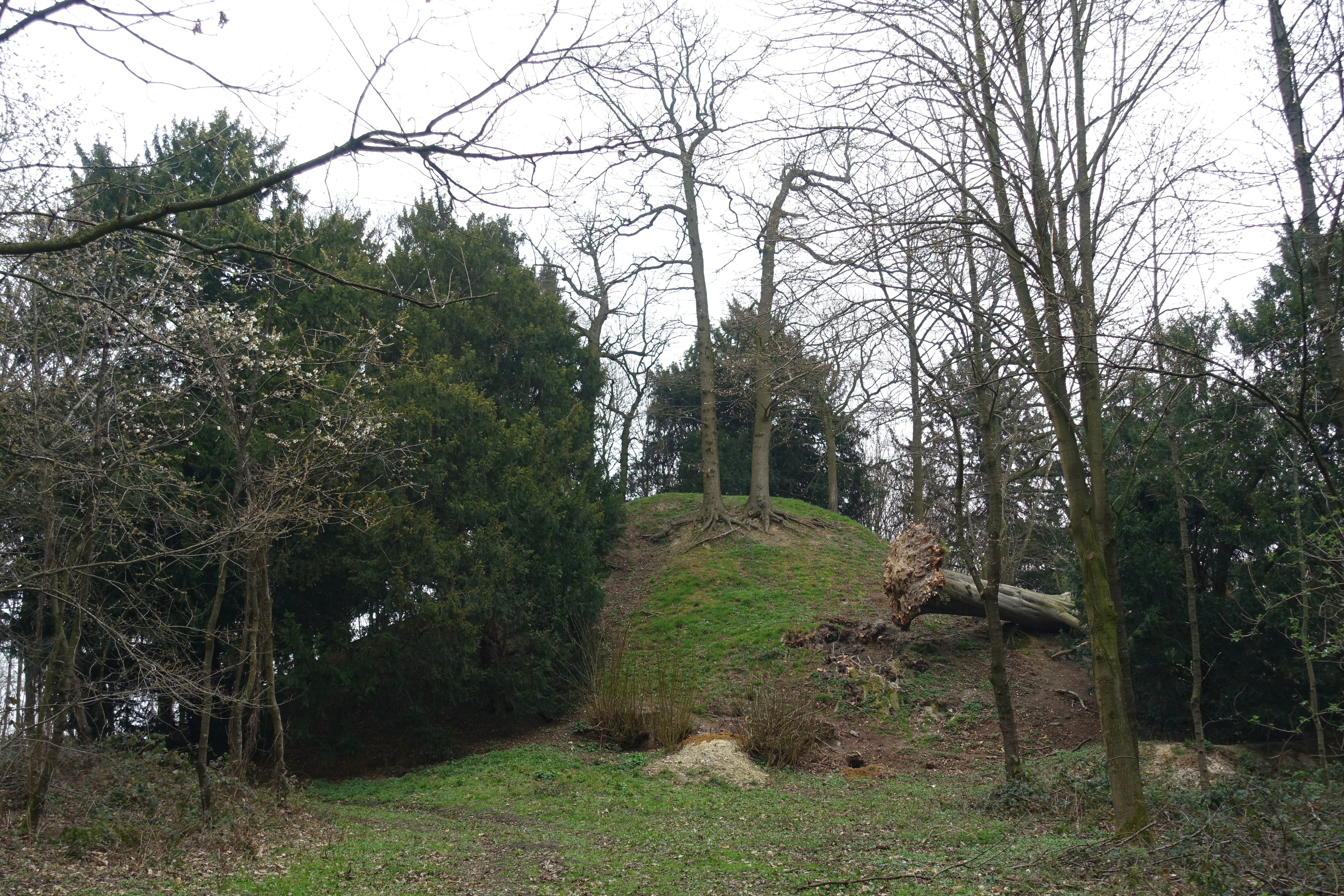
Tumulus in Grootbos Herderen

De Tumulus van Herderen, is een Gallo-Romeinse grafheuvel bij Herderen in de Belgische provincie Limburg in de gemeente Riemst. 

De heuvel ligt ten westen van Herderen in het Grootbos, nabij de weg Op den Drinkaert, op zo'n 900 meter ten noorden van de N79, de oude Romeinse weg van Tongeren naar Maastricht. Tevens op ongeveer 300 meter ten noorden van de weg Hoogboschveld.
In de buurt zijn sporen gevonden van een Gallo-Romeinse villa. De tumulus en de villa stammen vermoedelijk uit de 1e eeuw of de 2e eeuw n.Chr.
In 2014 werd de tumulus beschermd als monument en de omgeving werd beschermd dorpsgezicht.